# حسن هوری
حسن هوری (زادهٔ ۲۲ بهمن ۱۳۶۳ در اندیمشک) دروازه‌بان سابق و مربی فوتبال اهل ایران است. 
وی سابقهٔ بازی در تیم‌های فولاد خوزستان، صنعت نفت آبادان، مس کرمان، مس سرچشمه، شاهین بوشهر و شهرداری یاسوج را در کارنامه دارد. 

## افتخارات
باشگاهی
- قهرمانی در لیگ برتر فوتبال ایران ۸۴–۱۳۸۳ به همراه تیم فولاد خوزستان

صعود با صنعت نفت آبادان به لیگ برتر کشور